# Frank Scalice
Frank Scalice ( /skaːˈliːsi/; nacido como Francesco Scalisi, pronunciación en italiano: /franˈtʃesko skaˈliːzi/; 23 de septiembre de 1893 – 17 de junio de 1957), también conocido como "Don Ciccio" o "Wacky", fue un mafioso ítalo-estadounidense activo en la ciudad de Nueva York quien dirigió la que sería la familia criminal Gambino entre 1930 y 1931. Fue consigliere de 1931 hasta su asesinato el 17 de junio de 1957.

## Primeros años
Scalice nació como Francesco Scalisi en Palermo, Sicilia, Italia el 23 de septiembre de 1893, hijo de Vincenzo Scalisi y Emanuela Privetera. Fue primo del padre de Anthony Gaggi, y primo tercero de Dominick Montiglio, el sobrino de Gaggi. En los años 1910, con sus hermanos Thomas, Philip, Jack, Joseph y Giovanni, Frank emigró a los Estados Unidos, instalándose en El Bronx. Se casó con Joan y tuvo cinco hijas y un hijastro. Operó sus negocios desde el barrio italiano en el Bronx. El también vivió y crio a su familia en el barrio de City Island del Bronx. Estuvo envuelto en varios crímenes y se convirtió en Capo en la pandilla basada en Brooklyn de Salvatore D'Aquila. Luego del asesinato de D'Aquila el 10 de octubre de 1928, el poder en Nueva York pasó a la pandilla basada en Manhattan de Joe Masseria. El sucesor de D'Aquila, Manfredi Mineo, conectó a Masseria con la alianza y entró en conflicto con Scalice como resultado.

## Carrera
El 5 de noviembre de 1930, Mineo y su subjefe, Stefano "Steve" Ferrigno, fueron asesinados por sicilianos castellammarenses liderados por Salvatore Maranzano. Scalice se convirtiió en el nuevo jefe de la familia y un gran aliado y partidario de Maranzano en la Guerra de los Castellammarenses.
La guerra de los Castellammarenses terminó el 15 de abril de 1931 cuando Masseria fue asesinado. Maranzano se reunió con los jefes de Nueva York en mayo de 1931 para trabajar en un plan y organizar las Cinco Familias. Scalise fue reconocido como el Don de una de las familias. Sin embargo, luego del asesinato de Maranzano el 10 de septiembre de 1931, el nuevo jefe Lucky Luciano lo obligó a renunciar a su puesto como jefe de una familia. Fue reemplazado por Vincent Mangano.
El 8 de septiembre de 1945, Scalice ayudó al mafioso Bugsy Siegel a abrir el Flamingo Hotel & Casino en Las Vegas. Scalice luego se involucró en el negocio de los casinos.
Durante la era Mangano, Mangano tomó a mal los lazos cercanos de Albert Anastasia con Luciano y con Frank Costello, particularmente el hecho de que ellos habían obtenido los servicios de Anastasia sin antes buscar el permiso de Mangano. Esta y otras disputas llevaron a luchas acaloradas.
El hermano de Mangano Philip fue encontrado muerto cerca de Sheepshead Bay, Brooklyn el 19 de abril de 1951. Vincent Mangano desapareció. Nunca fue encontrado y fue declarado muerto diez años después. Se asumió que Anastasia los había matado.
Luego de la muerte de los Mangano, Anastasia se convirtió en jefe de la familia, promoviendo a Scalice a subjefe.

## Muerte
El 17 de junio de 1957, Scalice fue asesinado por dos pistoleros en un mercado de vegetales en el Bronx por vender membresías en la familia. El funeral de Scalice se realizó en la Scocozza Funeral Home en el Bronx. Agentes de la policía y federales asistieron al funeral y el Fiscal del Bronx citó a todos los que fueron registrados como asistentes. Scalice está enterrado en el Cementerio Woodlawn en el Bronx.
Luego de su muerte, Carlo Gambino se convirtió en el subjefe de Anastasia.
El 7 de septiembre de ese año, el hermano de Scalice, Joseph fue asesinado y declarado desaparecido el 10 de septiembre. Según Joseph Valachi, fue asesinado por James Squillante, luego de que amenazara con vengar la muerte de Frank, y al igual que su hermano, esto también fue ordenado por Anastasia.
El 27 de abril de 1959, el hermano de Scalice Giovanni, quien había sido mantenido como un testigo en el caso del asesinato de su hermano, fue liberado y tomó un avión a París.

## En la cultura popular
El asesinato de Scalice inspiró el intento de asesinato de Vito Corleone en El Padrino, quien fue disparado y gravemente herido mientras compraba fruta de un puesto callejero.